# Urban Malmberg
Rolf Urban Malmberg, född den 29 mars 1962 på Lidingö, är en svensk operasångare (baryton).

## Biografi
Redan som barn gjorde Malmberg operaroller, bland annat som en av pojkarna i Ingmar Bergmans filmatisering av Mozarts Trollflöjten. Han sjöng tre år i Operakören vid Kungliga Operan och är utbildad vid Operahögskolan i Stockholm. Malmberg studerade för bland andra sångarna Helge Brilioth, Hugo Hasslo och Erik Saedén.
Malmberg var anställd vid Staatsoper i Hamburg 1983–1997 där han gjort ett trettiotal roller som Masetto och Leporello i Don Giovanni, Guglielmo i Così fan tutte, Figaro i Barberaren i Sevilla, Kothner i Mästersångarna i Nürnberg, Schaunard och Marcello i Bohème och Harlekin i Ariadne på Naxos.
Senare i karriären gick Malmberg över till mer dramatiska bas-barytonroller och sjöng bland andra Don Pizzaro i Fidelio, Alberich i Rhenguldet, Amonasro i Aida, Escamillo i Carmen, Golaud i Pelléas och Mélisande, Mefistofeles i Faust och titelrollerna i Wozzeck och Den flygande holländaren.
Han har gästspelat på Bayerische Staatsoper i München, Komische Oper i Berlin samt på scener världen över som i Basel, Bryssel, Antwerpen, Moskva, San Francisco, London, Barcelona, Paris, Montpellier, Rom, Düsseldorf, Frankfurt, Stuttgart, München, Zürich, Salzburg, Wien, Jerusalem och Tokyo.
Malmberg har även verkat som dirigent och arbetat som sånglärare vid Högskolan för scen och musik i Göteborg.
Han har medverkat vid skivinspelningar av bland annat Ariadne på Naxos och Hoffmanns äventyr för Deutsche Grammophon, Simson och Delila för Philips Records, Peer Gynt för Decca och Barberaren i Sevilla för Teldec.

## Filmografi (urval)
- 1975 – Trollflöjten
- 1982 – Time Out (TV-serie)